# Ruben José
Ruben José (1. srpnja 2002.) je angolski rukometaš. Nastupa za angolski klub G.D. Interclube i angolsku reprezentaciju.
Natjecao se na Svjetskom prvenstvu u Egiptu 2021. (30.).